# Hà
Hà hay hà biển là một loại động vật chân khớp đặc biệt (do chân đã tiêu biến) thuộc cận lớp Cirripedia trong phân ngành Giáp xác, và do đó có họ hàng với cua và tôm hùm. Hà chỉ sống ở vùng nước mặn, thường là vùng nước nông và thủy triều. Hà là loài sống bám trên các vách đá, không di chuyển trong suốt cuộc đời. Hiện nay người ta đã biết tên khoảng 1.220 loài hà. Đây là loài hải sản có giá trị kinh tế cao nhưng khó khai thác và gây nhiều tác hại với ngành hàng hải.

## Hình thức
Khi nhìn trên vỏ tàu sắt, vách đá, đê chắn sóng, chân cầu tàu ta dễ dàng thấy những lớp xác vỏ cứng là do vô số hà biển tạo thành. Hình dạng đặc trưng của chúng là một lớp vỏ cứng bên ngoài, có một lỗ hở nhỏ, hình giống như những núi lửa tí hon. Nó có thể bám vào bề mặt của bất cứ thứ gì bắt gặp trên biển, thậm chí có thể an cư cả đời trên vỏ một con sò, cua bể hay da cá voi.

## Vòng đời
Hà có hai giai đoạn ấu trùng riêng biệt, nauplius và cyprid, trước khi phát triển thành một con hà trưởng thành.

### Nauplius

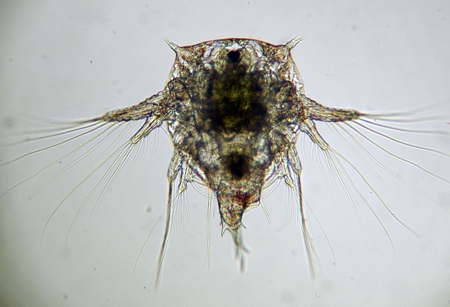
Ấu trùng Nauplius của loài Elminius Modestus

Một trứng đã thụ tinh nở thành một nauplius: ấu trùng có một mắt một đầu và một râu, không có ngực hoặc bụng. Trải qua 6 tháng phát triển, sau năm lần lột xác nó chuẩn bị chuyển vào giai đoạn cyprid. Ấu trùng ban đầu bám lấy bố mẹ, và rời ra sau khi rụng lông lần đầu tiên và trở thành ấu trùng bơi tự do với lông cứng.

### Cyprid
Ấu trùng cyprid là giai đoạn cuối trước khi trưởng thành. Đây là giai đoạn ấu trùng không ăn mà tập trung tìm một nơi thích hợp để bám vĩnh viễn khi trưởng thành. Giai đoạn cyprid kéo dài từ ngày đến vài tuần. Nó khám phá các bề mặt có tiềm năng với đôi râu đã tiến hóa, một khi nó đã tìm thấy một vị trí có khả năng phù hợp, nó gắn cái râu thứ nhất lên bề mặt bằng một chất keo là glycoproteinous. Ấu trùng bắt đầu đánh giá dựa trên kết cấu của bề mặt, thành phần hóa học, độ ẩm tương đối, màu sắc và thành phần màng sinh học bề mặt; chúng thường đính kèm gần các con hà khác. Khi ấu trùng cạn kiệt năng lượng dự trữ nó trở nên ít kén chọn hơn và bắt đầu bám cứng bản thân vĩnh viễn với lớp nền là hợp chất proteinacous và sau đó trải qua biến thái thành một con hà "vị thành niên".

### Trưởng thành
Hà điển hình phát triển sáu tấm đá vôi cứng bao vây và bảo vệ cơ thể. Trong suốt phần còn lại của cuộc đời, hà được gắn với mặt đất, khi đó những bộ phận duy nhất di chuyển được là 6 đôi xúc tu hay chân lông (cirri) để bắt các sinh vật phù du.
Sau nhiều lần biến thái hơn và đạt đến dạng trưởng thành, hà sẽ tiếp tục phát triển bằng cách thêm nguyên liệu mới cho những tấm vôi hóa nặng nề của nó. Những tấm đá vôi này không rụng đi, tuy nhiên, giống như tất cả ecdysozoans (động vật chân khớp nguyên thủy), con hà sẽ vẫn thay lông lớp biểu bì của nó.

### Sinh sản
Hà là loài lưỡng tính tuy nhiên cũng có nhiều cá thể chỉ có một giới tính. Buồng trứng được nằm trong vỏ hoặc dưới đế bám và có thể nằm sâu dưới bề mặt bám, tinh hoàn thì nằm cao hơn, ngay sát bề mặt lỗ hở. Những cá thể lưỡng tính cũng tiếp nhận tinh trùng như hà cái. Mặc dù về mặt lý thuyết tự thụ tinh có thể xảy ra nhưng đã được thực nghiệm chứng minh là hiếm xảy ra với hà.
Lối sống bám cố định của hà làm cho sinh sản hữu tính trở nên khó khăn, không như các sinh vật khác hà không thể để lại vỏ để giao phối. Để tạo điều kiện chuyển gen giữa các cá nhân bị cô lập, hà có dương vật cực kỳ dài. Hà có lẽ có dương vật lớn nhất trong thế giới động vật nếu tính theo tỷ lệ với kích thước cơ thể.
Hà cũng có thể sinh sản thông qua một phương pháp gọi là spermcasting (phóng tinh trùng), trong đó hà đực giải phóng tinh trùng của mình vào trong nước và hà cái tự đón lấy thụ tinh cho trứng của mình.

## Lịch sử phân loại

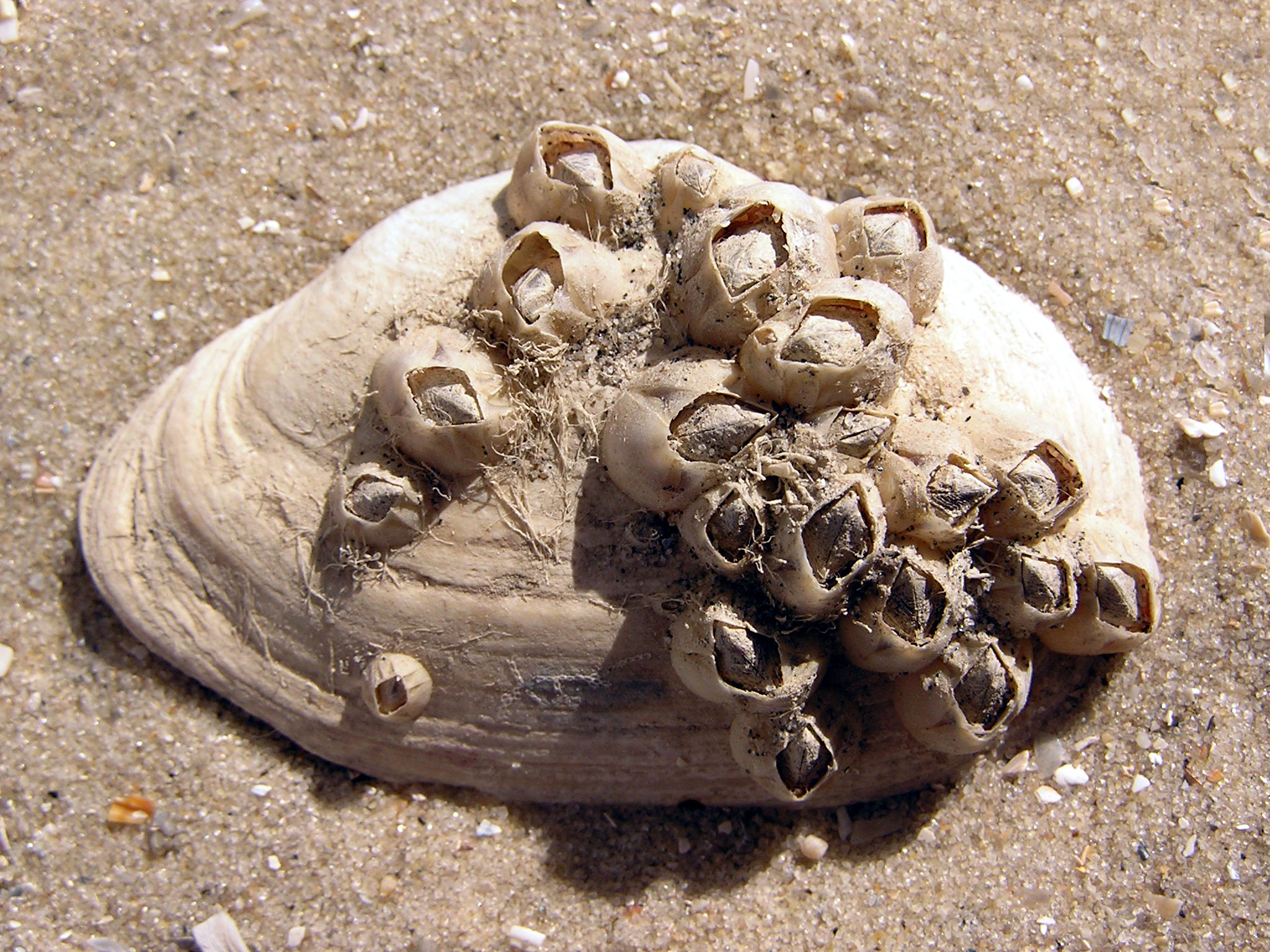
Loài hà Balanus improvisus bám trên một vỏ trai, một trong nhiều loài hà được phân loại bởi Darwin

Phần ruột của con hà trông không khác gì bên trong con hàu - một động vật thân mềm. Các nhà khoa học cũng đã nhầm lẫn trong một thời gian dài và ngay đến bây giờ nhiều người vẫn cho rằng hà và hàu có họ hàng với nhau. Thật khó tin là con vật không biết bơi này có họ với tôm và cua. Hà ban đầu được Carl Linnaeus và Georges Cuvier phân loại là thân mềm, nhưng vào năm 1830 John Vaughan Thompson đã xuất bản các quan sát cho thấy sự biến thái của ấu trùng nauplius và cypris thành hà lớn và chứng minh những ấu trùng này cũng giống hệt như của động vật giáp xác. Năm 1834 Hermann Burmeister công bố thêm thông tin và khẳng định lại những phát hiện này. Kết quả là người ta đã chuyển hà từ ngành thân mềm sang nhóm Articulata Hypothesis (bao gồm ngành Chân khớp). Sự việc này đã cho thấy các nhà tự nhiên học cần phải nghiên cứu chi tiết để đánh giá lại các nguyên tắc phân loại của họ.
Charles Darwin đã nêu lại vấn đề này vào năm 1846 và phát triển quan điểm của ông vào một nghiên cứu lớn được công bố dưới dạng một loạt các chuyên khảo trong năm 1851 và năm 1854. Darwin đã tiến hành nghiên cứu này theo đề nghị của người bạn Joseph Dalton Hooker, mục đích là triệt để hiểu ít nhất một loài trước khi đưa ra khái quát cần thiết cho lý thuyết của ông về sự tiến hóa của chọn lọc tự nhiên.

## Phân loại
Một số nhà phân loại coi Cirripedia là một lớp hoặc phân lớp, và các bộ đôi khi được coi là các siêu bộ. Vào năm 2001, Martin và Davis đã đặt Cirripedia là một phân thứ lớp của Thecostraca và chia nó thành sáu bộ:
- Phân thứ lớp Cirripedia Burmeister, 1834
  - Siêu bộ Acrothoracica Gruvel, 1905
    - Bộ Pygophora Berndt, 1907
    - Bộ Apygophora Berndt, 1907

  - Siêu bộ Rhizocephala Müller, 1862
    - Bộ Kentrogonida Delage, 1884
    - Bộ Akentrogonida Häfele, 1911

  - Siêu bộ Thoracica Darwin, 1854
    - Bộ Pedunculata Lamarck, 1818
    - Bộ Sessilia Lamarck, 1818

Vào năm 2021, Chan và cộng sự nâng Cirripedia lên thành phân lớp của lớp Thecostraca, và các siêu bộ Acrothoracica, Rhizocephala, và Thoracica thành phân thứ lớp. Phân loại được cập nhật, hiện bao gồm 11 bộ, đã được chấp nhận trong Cơ sở dữ liệu sinh vật biển.
- Phân lớp Cirripedia Burmeister, 1834
  - Phân thứ lớp Acrothoracica Gruvel, 1905
    - Bộ Cryptophialida Kolbasov, Newman & Hoeg, 2009
    - Bộ Lithoglyptida Kolbasov, Newman & Hoeg, 2009

  - Phân thứ lớp Rhizocephala Müller, 1862
  - Phân thứ lớp Thoracica Darwin, 1854
    - Siêu bộ Phosphatothoracica Gale, 2019
      - Bộ Iblomorpha Buckeridge & Newman, 2006
      - Bộ † Eolepadomorpha Chan et al., 2021

    - Siêu bộ Thoracicalcarea Gale, 2015
      - Bộ Calanticomorpha Chan et al., 2021
      - Bộ Pollicipedomorpha Chan et al., 2021
      - Bộ Scalpellomorpha Buckeridge & Newman, 2006
      - Bộ † Archaeolepadomorpha Chan et al., 2021
      - Bộ † Brachylepadomorpha Withers, 1923
      - (Không phân hạng) Sessilia
        - Bộ Balanomorpha Pilsbry, 1916
        - Bộ Verrucomorpha Pilsbry, 1916

## Trong đời sống con người

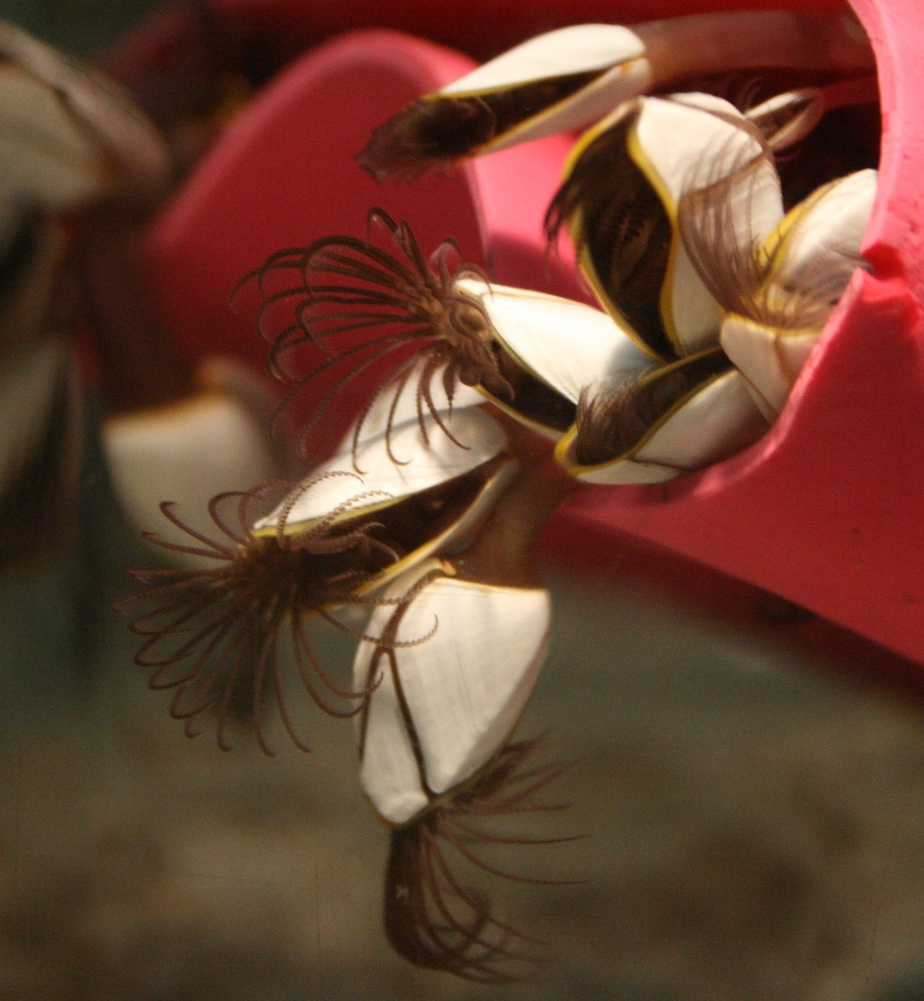
Đằng hồ là một loại hà có giá trị thực phẩm cao ở châu Âu

Hà là một loại thực phẩm ngon và giàu dinh dưỡng. Ở Việt Nam nhiều vùng biển như Quảng Ninh, Hải Phòng,... có loài hải sản này, nên trở thành một đặc sản của Hạ Long. Hà bắt buộc phải khai thác tự nhiên vì không nuôi cấy nhân tạo được. Việc khai thác hà ở Việt Nam cũng như tại châu Âu là công việc khó khăn nguy hiểm vì vỏ hà rất sắc nhọn và thường bám ở những vách đá cheo leo.
Hà ngỗng (Goose barnacle - ở Việt Nam gọi là đằng hồ) là một món ăn cao cấp ở các nước Địa Trung Hải như Ý, Tây Ban Nha và Bồ Đào Nha.
Sự tương đồng giữa hình dáng loại hà này với cổ của một loài ngỗng (Branta leucopsis tiếng Anh là Barnacle Goose) đã khiến người cổ đại liên tưởng đến những con ngỗng, hoặc ít nhất là các loài vịt trời đã tiến hóa từ con hà này. Thật vậy, từ "hà" (barnacle) ban đầu được dùng để gọi một loài ngỗng trời hay làm tổ trên các vách đá dựng đứng mà trứng và con non ít khi được nhìn thấy do nó sống ở Bắc Cực xa xôi.
Hà (Austromegabalanus psittacus) cũng được sử dụng trong ẩm thực Chile và là một trong những thành phần của món curanto.
Tập tính bám vào bề mặt vật rắn của hà, đặc biệt là hàng vạn con cùng bám một lúc gây ra rất nhiều thiệt hại về kinh tế cho con người. Một chiếc tàu bị hà bám kín thân thì tốc độ sẽ giảm đi 50%. Hà bám vào bề mặt kim loại thường tiết ra chất kết đính cực kỳ bền chặt mà chỉ có cách cạo hết vỏ kim loại đi mới loại bỏ được hà. Chất dính này làm hỏng lớp sơn bảo vệ bề mặt kim loại gây ra ăn mòn (ăn mòn biển) và rỉ sét.
Năm 1905, trong chiến tranh Nga - Nhật, Hải quân Nhật bất ngờ đánh bại hoàn toàn hạm đội Baltic của Nga được coi là vô địch lúc bấy giờ. Qua phân tích của các chuyên gia, một trong những yếu tố gây ra thất bại là do tốc độ di chuyển của các tàu chiến Nga quá thấp so với dự kiến. Thủ phạm gây ra chính là những con hà bám đầy vỏ tàu. Hành trình từ biển Baltic đến biển Nhật Bản mất một năm khiến những con hà sinh sôi nảy nở làm tăng trọng lượng và lực cản khiến tàu giảm tốc độ.
Trong các thế kỷ trước ở vùng biển Caribe, bọn cướp biển thường phải lật úp thuyền chúng lại để cạo hà. Rất nhiều thuyền săn cá voi, sau nhiều ngày lênh đênh trên biển rất khó quay về vì lượng hà bám vào tàu quá lớn. Hà biển là mối đe dọa với thuyền nhỏ vì chúng bám vào, đến khi quay về đất liền sẽ mất thêm nhiều thời gian vì thế ngư dân phải đốt lửa để chống hà bám (nên hình thành địa danh mang tên Bãi Cháy). Ngày nay công suất các tàu rất lớn nhưng hà vẫn luôn là mối đe dọa và hằng năm vẫn làm hao tổn của ngành hàng hải không ít chi phí.
Từ chất dính khủng khiếp mà con hà tiết ra, người ta đã chế tạo ra loại keo hà dùng để vá tàu khi bị thủng. Chỉ cần phết vào miếng kim loại rồi dán, rất nhanh mà bền chắc. Trong y tế, keo hà dùng làm băng giấy cầm máu, bịt miệng vết thương và vết mổ.